# Вознесенка (Учалинський район)
Вознесе́нка (рос. Вознесенка, башк. Вознесенка) — село у складі Учалинського району Башкортостану, Росія. Входить до складу Поляковської сільської ради.
Населення — 410 осіб (2010; 450 в 2002).
Національний склад:
- росіяни — 59%
- башкири — 34%